# Apache POI
Apache POI – jeden z projektów Apache Software Foundation; zbiór bibliotek do obsługi plików w formacie Microsoft OLE 2 z poziomu języka programowania Java.
Nazwa projektu jest skrótem od słów „Poor Obfuscation Implementation”, co jest anegdotycznym odniesieniem się do faktu, że oryginalny format przetwarzanych plików jest niejawny (obfuscated). Skoro jednak z powodzeniem poddał się inżynierii odwrotnej, to jego niejawność okazała się słaba (poor). Wyjaśnienie to zostało jednak usunięte ze strony internetowej projektu oraz z oficjalnych dokumentów, aby uniknąć niezręczności przy wdrażaniu Apache POI w środowiskach biznesowych, które niekoniecznie uznają takie żarty za odpowiednie.

## Elementy składowe
- POIFS – obsługa wspólnej części formatu OLE 2
- HSSF – obsługa plików Microsoft Excel
- HWPF – obsługa plików Microsoft Word
- HSLF – obsługa plików Microsoft PowerPoint
- HDGF – obsługa plików Microsoft Visio
- HPSF – obsługa właściwości dokumentów autor, tytuł, data modyfikacji itd.
- POI Ruby – port dla języka programowania Ruby

## Status
Obecnie (październik 2007) projekt Apache POI umożliwia odczyt oraz zapis arkuszy MS Excel, odczyt oraz zapis w ograniczonym zakresie dokumentów MS Word. Obsługa prezentacji MS PowerPoint jest uboga, natomiast w przypadku schematów MS Visio oraz właściwości poszczególnych typów plików mamy do dyspozycji bardzo ograniczone możliwości odczytu